# Edgaras Jankauskas
Edgaras Jankauskas est un footballeur international lituanien né le 12 mars 1975 à Vilnius. Il évoluait au poste d'attaquant.

## Carrière
Jankauskas commence sa carrière au FK Zalgiris Vilnius. Il joue ensuite en Russie, au FK CSKA Moscou et au Torpedo Moscou avant de rejoindre le FC Bruges en novembre 1997. Il aide le club à conquérir le titre avant de devenir le joueur lituanien le plus cher de l'histoire lorsque le Real Sociedad l'achète 2,3 millions d'euros en janvier 2000. 
Il est prêté en 2001 au Benfica Lisbonne puis transféré en 2002 au FC Porto de José Mourinho. Il remporte la Coupe UEFA en 2003 et la Ligue des champions en 2004. La saison suivante, il est prêté à l'OGC Nice. 
En 2005, il est transféré au FBK Kaunas mais directement prêté au Heart of Midlothian FC. Lors du mois d'août 2007, il signe en faveur de l'AEK Larnaca, dans le championnat chypriote.
International lituanien entre 1991 et 2008, il compte 56 sélections (10 buts) en équipe de Lituanie.

## Palmarès

### Avec le FC Porto
- Vainqueur de la Ligue des Champions en 2004.
- Vainqueur de la Coupe de l'UEFA en 2003.
- Vainqueur de la Coupe intercontinentale en 2004.
- Champion du Portugal en 2003 et 2004.
- Vainqueur de la Coupe du Portugal en 2003.
- Vainqueur de la Supercoupe du Portugal en 2003 et 2004.

### Avec le FC Bruges
- Champion de Belgique en 1998.
- Vainqueur de la Supercoupe de Belgique en 1998.

### Avec le Žalgiris Vilnius
- Champion de Lituanie en 1992.
- Vainqueur de la Coupe de Lituanie en 1991, 1993 et 1994.

### Avec Heart of Midlothian
- Vainqueur de la Coupe d'Écosse en 2006.

## Buts en sélections
| Buts | Date              | Lieu                  | Adversaire    | Résultat | Compétition                        |
| ---- | ----------------- | --------------------- | ------------- | -------- | ---------------------------------- |
| 1.   | 5 octobre 1996    | Vilnius, Lituanie     | Islande       | 2-0      | Qualifications Coupe du monde 1998 |
| 2.   | 9 octobre 1996    | Vilnius, Lituanie     | Liechtenstein | 2-1      | Qualifications Coupe du monde 1998 |
| 3.   | 30 avril 1997     | Eschen, Liechtenstein | Liechtenstein | 2-0      | Qualifications Coupe du monde 1998 |
| 4.   | 3 juin 2000       | Kaunas, Lituanie      | Arménie       | 1-2      | Match amical                       |
| 5.   | 15 août 2001      | Kaunas, Lituanie      | Israël        | 2-3      | Match amical                       |
| 6.   | 4 septembre 2004  | Charleroi, Belgique   | Belgique      | 1-1      | Qualifications Coupe du monde 2006 |
| 7.   | 8 septembre 2004  | Kaunas, Lituanie      | Saint-Marin   | 4-0      | Qualifications Coupe du monde 2006 |
| 8.   | 8 septembre 2004  | Kaunas, Lituanie      | Saint-Marin   | 4-0      | Qualifications Coupe du monde 2006 |
| 9.   | 6 février 2007    | La Courneuve, France  | Mali          | 1-3      | Match amical                       |
| 10.  | 12 septembre 2007 | Kaunas, Lituanie      | Îles Féroé    | 2-1      | Qualifications Euro 2008           |